# Spilogona unispinata
Spilogona unispinata este o specie de muște din genul Spilogona, familia Muscidae, descrisă de Xue și Zhao în anul 1988. Conform Catalogue of Life specia Spilogona unispinata nu are subspecii cunoscute.